# ホバークラフト

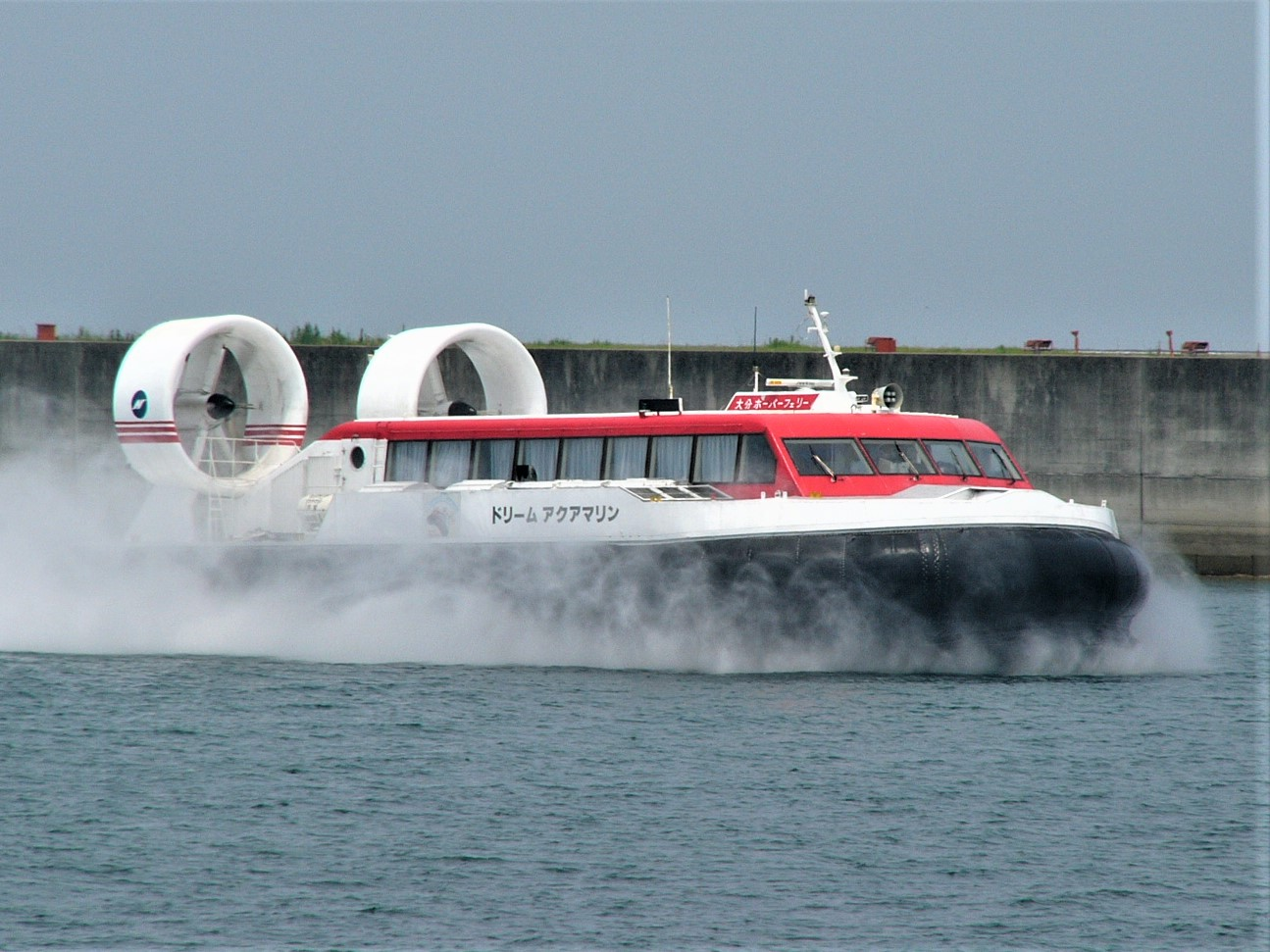
三井造船製MV-PP10
大分ホーバーフェリー所属
大分空港沖で2004年7月撮影

ホバークラフトまたはホーバークラフト（英語: Hovercraft）は、圧縮空気を下向きに噴出することで浮上航行を行う超高速船である。浮上状態では抵抗が極めて少ないため、100 km/hでの高速航行が可能。船舶だが水陸両用であるため陸上で乗降できる。

## 呼称・日本語表記
Hovercraftは、イギリスのブリティッシュ・ホバークラフト社（British Hovercraft Corporation=BHC）の商標であるが、同社が一般名称としての使用を認めているため、正式名称である、Air-Cushion Vehicle=ACV（エアクッション艇）よりもHovercraftと呼ばれる方が普通になっている。
日本語では「ホバークラフト」「ホーバークラフト」の両表記が併存している。発音上はアメリカ英語だと「ホバー」のほうが近く、イギリス英語だと「ホーバー」のほうが近い。船自体はイギリスで発明されている。
発祥の地イギリスからライセンスを得て国産艇の建造を進めた三井造船では「ホーバー」を呼称採択した。テレビCMがテーマソング「ホーバークラフト虹の中」と共に放映されたことで「ホーバー」の呼び方が浸透し、同社の建造した艇を使って旅客運航していた各社もこれに倣った。大分ホーバーフェリー、空港ホーバークラフト、日本ホーバーラインの3社では社名で用いられ、名鉄海上観光船、国鉄〜JR四国、八重山観光フェリー、琉球海運、日本海観光フェリーでも「ホーバー」と呼ばれていた。
また、これに先立ち日本で最初に商業運航を行った艇を導入した三菱重工業でも「ホーバー」を呼称採択していた。同艇で旅客運航していた九州商船と志摩勝浦観光船でも「ホーバー」と呼ばれていた。
2025年に就航する大分第一ホーバードライブの場合、運航会社、官公庁、マスメディアいずれも「ホーバー」表記を用いている。

## 仕組み

ホバークラフトの仕組みを描いた図。
①推進・操向用のプロペラ。②空気の流れ。③浮上用のファン。④スカート。

ホバークラフトは、上から吸い込んだ大量の空気を艇体の下にある海面などに直接吹き込み続けることで海面から浮上する。艇体下部はスカートと呼ばれる合成ゴム製のエアクッション用側壁が四方に垂れ下げられており、吹き込まれた空気を運行上十分な高さで保持する。この側壁下部と水面または地面との隙間から常に空気が漏れ出ることにより完全に艇体の全てが空中に浮かぶため、平坦な面上では接触抵抗が全く発生しない。この隙間より大きな凹凸でもスカート部によって作られた空気浮揚空間の高さまでは、金属製の艇体に接触することが避けられる。
スカート部への圧縮空気の供給を止めたり、スカートが破損してエアクッションが維持できなくなると、空気圧による浮揚力が失われて艇体の底部がそのまま水面または地面と接触する。水上でそのような事態が起きても沈没しないよう、艇体は一般的な船舶と同様の水密構造を備える。
ほぼ全ての機種では飛行機のように空気を押すことで推進力を得るためのプロペラを備えるが、例外的に水中にスクリュー・プロペラをもつ機種もある。浮上しているため水面や地面の抵抗を受けずに高速に航行できる。平坦な場所であれば陸上でも使用できるが、沼地以外では凹凸が障害となるために実際には水上で利用されることが多く、ほとんどは船舶としての扱いを受ける。
進行方向の制御にはプロペラ直後に設けられたラダーや、左右のプロペラピッチの差動を用いる。船首付近にサイドスラスターを設けた機種も多く、これらを組み合わせることで超信地旋回など一般的な船舶には不可能な機動が可能となる。浮上中は接触抵抗が極めて少ないため船首の向きと進行方向がズレやすく、大きなラダー操作を行うと容易に横滑り(ドリフト)する。この特性を利用して意図的なドリフト航行を用い、プロペラの推力を外側（旋回方向と逆向き）に向けることで急旋回を行うこともある。ホバークラフト競技ではドリフトによる方向転換が頻繁に行われているほか、大分ホーバーフェリーでは大分空港のホバークラフト航走路の途中にある急激なS字カーブを、進路に対して90度近い角度でドリフト航走をすることで知られていた。

## 長所と短所
長所

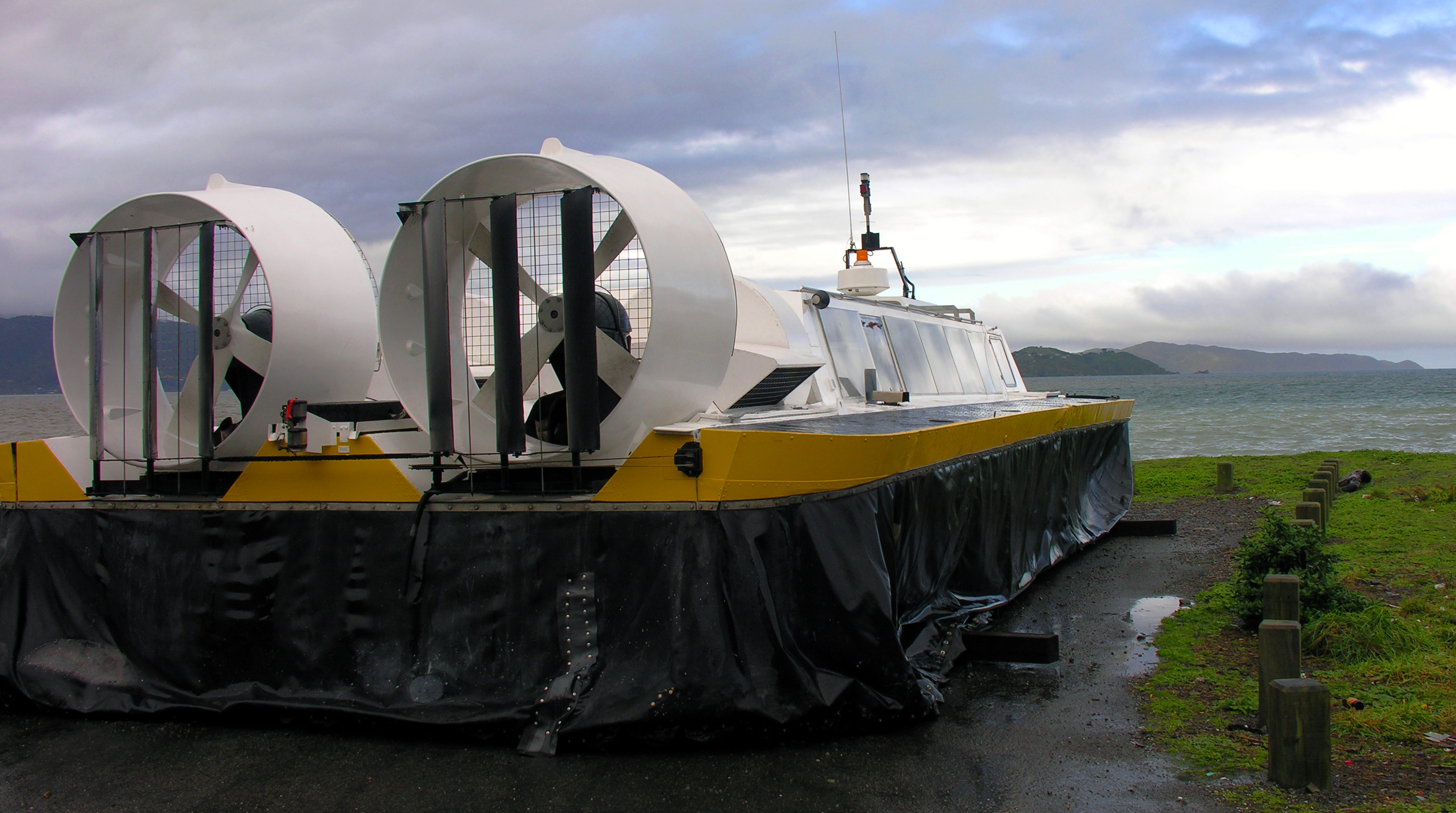
ニュージーランドの海岸で停泊中のホバークラフト。停泊・整備の際には地上に上がる。

- 水陸両用で、特に他の乗り物では航行や走行が困難な浅瀬や湿地でも、エアスカートの高さ程度までの凹凸なら速度を落とさずに移動できる。
- 通常の船舶よりはるかに高速である。
- 水中や地表の環境に与える影響が少ない。
- 機雷、魚雷、地雷が反応しにくい。

短所
- 浮上と推進に大量の空気を圧縮・加速し続けるために、多くのエネルギーを消費して燃費が悪く騒音と振動も大きい。
- エアクッションによって船体を支えるため、2乗3乗の法則による制約を受けて大型化が難しい。
- 波浪や強風など悪天候に弱く、英仏海峡では大きな事故を経験した。
- スカートに大きな破損を受け、エアクッションが失われると、浮揚に障害を生じる（大型艇のスカート部は小分けされているため軽微な損傷による影響は無い）。
- 半消耗品であるスカートの維持交換費用も運用費を押し上げる。
- 操縦に特殊な技能が要求される。
- わずかな斜面でも直進性が失われるため、陸上での運用には制約が大きい。
- 保守を行なう港湾には上陸用斜面が求められる。
- 特に民生分野では、水陸両用車と同じく水上、陸上でそれぞれ異なる規制・法律が適用されるため、水陸両用の特性を発揮しにくい。

## 法的問題
船舶検査において、ホバークラフトは大洋を航行することができる船舶であり、外洋で遭遇する各種気象条件、波浪条件に対応できる本船並の取り扱いとして小型船舶機構には任せないため特殊船舶として扱われているが、これは実情を反映しておらず、競技用の小形艇まで本船並の取り扱いとなって煩雑を極め、かつ実質的に競技艇を建造することができなくなってしまうので、競技関係者の働き掛けによって全長6 m未満の艇は暫定的に簡略基準を用いることになった。それから相当の年月が経過し、日本国内でも多目的汎用ホバークラフトが少しずつ使用されるようになり、使用要求も各方面から出てきているものの、法規制は簡単には変更されず、全長6 mの制限が継続されている。そのため実際の汎用艇は4 - 6人乗り艇に制限される。

## 用途
旅客用としての開発当初、ホバークラフトは高速性や水陸両用などの特性から「夢の乗り物」、近未来の交通機関として注目された。一例として、小説『日本沈没』にも、ホバークラフトが日本において高級ヨット程度の一定の成功を収めている「未来」が描かれている。実際には、特に1960年代から1970年代にかけて旅客航路への投入が相次いだが、次第に様々な短所（騒音、高い船価と燃料費、悪天候に弱くわずかな波高でも欠航になりやすい、エアクッション（スカート）のメンテナンスが大変）が浮き彫りとなり、休止・廃止されていった。

### 旅客用
定期航路は世界中で以下の2か所のみである。
イギリスでは、ポーツマスからワイト島ライドへの連絡用に定期便を運航している。
日本では、2024年11月30日から大分第一ホーバードライブにより別府湾周遊航路でホバークラフトの運航を開始した。さらに、大分市内から大分空港への海上アクセス航路も2025年7月26日に運行を開始した。
共にイギリスのグリフォン・ホバーワークが建造した旅客用の大型艇12000TD型を使用している。

### 軍用
普及が進んでいない民生分野と異なり、逆に軍用ホバークラフトは徐々に活躍の場を広げつつある。民生分野では障害となった前述の欠点は、軍事分野ではさほど問題とはならず、逆に高速性や、一般の船舶では侵入が難しい浅瀬や海岸での行動の自由など、軍事作戦の幅を拡大させる長所が注目された。軍用ホバークラフトはかつては主に近海・浅海域や河川の哨戒などに投入されていたが、大型・高性能化するにしたがって上陸作戦にも応用されるようになっている。

#### 哨戒用

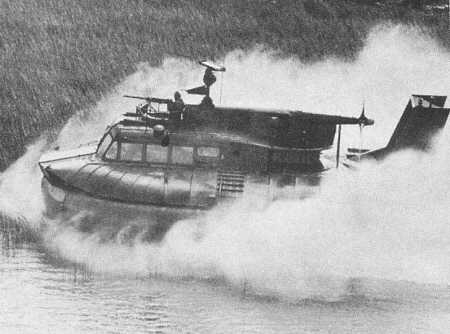
アメリカ海軍がベトナム戦争で哨戒艇（PACV）として投入したベル SK-5

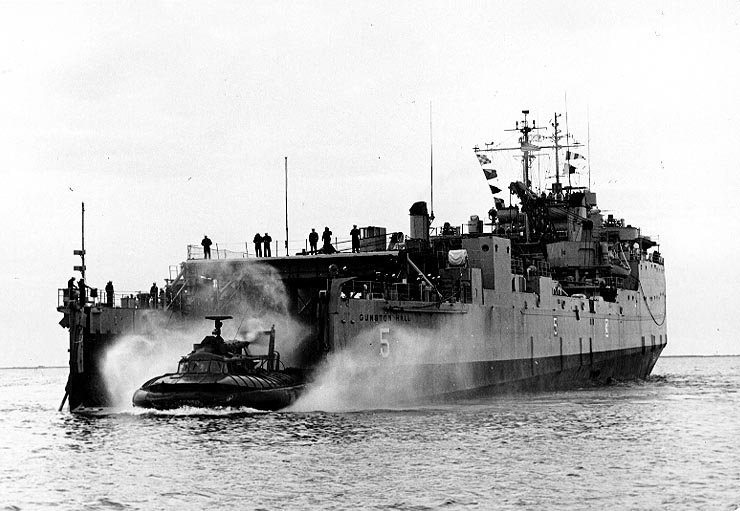
ドック型揚陸艦ガンストン・ホール（LSD-5 Gunston Hall）から発進するPACV（1967年頃）

ベトナム戦争中に米海軍が水陸両用の新兵器として、Patrol Air Cushion Vehicle（PACV）の名称で数隻を実戦に試験投入した。投入されたのはサンダース・ロー SR.N5をライセンス生産したベル SK-5で、一種の河川哨戒艇であったが、大騒音によって敵に事前に察知されやすいこと、ゴム部分に被弾するとすぐに行動不能になるなど艇体が脆弱であることが弱点とされた。さらには陸上運用も可能であることが米陸軍との確執を生んで評価は芳しくなく（陸軍も試験運用した）、結局、本格的に運用される事は無かった。
グリフォン・ホバーワークのホバークラフトは各国海軍、沿岸警備隊に納入されているほか、中国人民解放軍海軍もこの発想に近いと思われる小型のホバークラフト724型（戦車揚陸艦に搭載可能）を運用する。
イギリス製のホバークラフトは革命前のイランにも輸出され、イラン海軍に配備された。革命後は支援途絶により非稼動とも考えられたが、一部はイラン・イラク戦争当時から現在に至るまで、ペルシャ湾沿岸における同軍の哨戒・兵員輸送に活用されているという。

#### 揚陸・輸送用

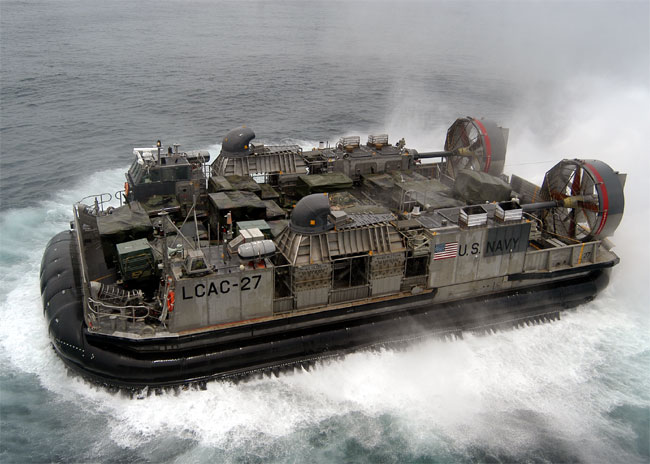
アメリカ海軍のLCAC揚陸艇

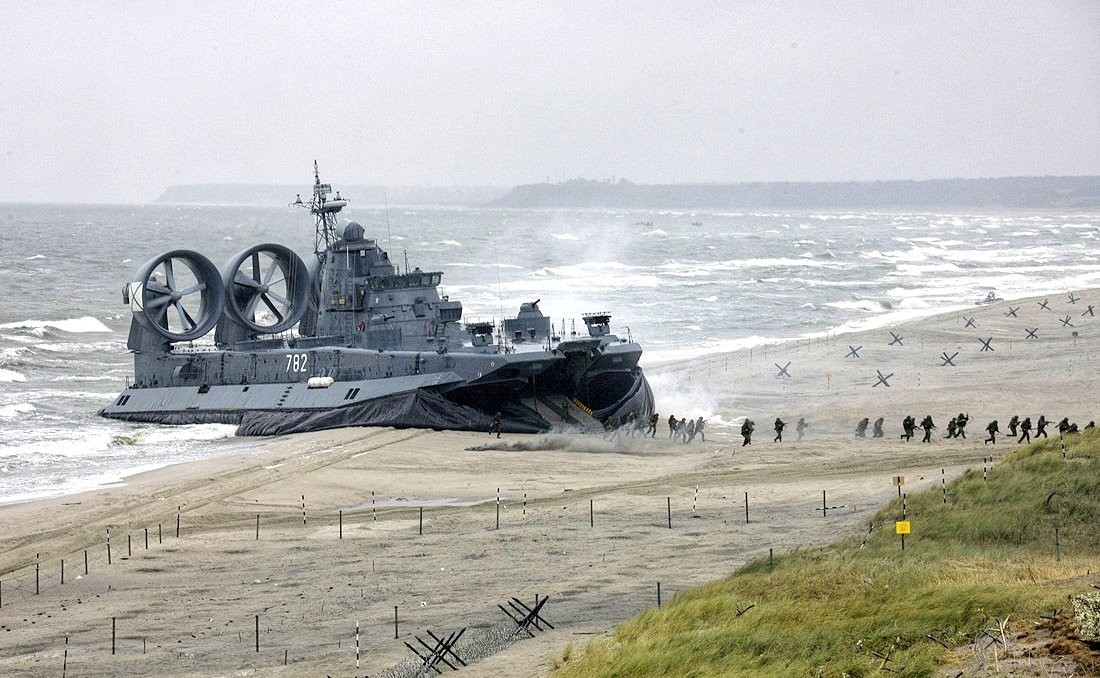
ロシア海軍のポモルニク型揚陸艇

21世紀現在、軍用ホバークラフトは揚陸時の輸送任務においても大きな役割を担っている。ホバークラフト（エア・クッション型揚陸艇）は、従来型の揚陸艇よりも遥かに高速で侵攻できるほか、上陸可能な海岸線も拡大するため、揚陸作戦に柔軟性をもたらすことが可能となる。従来の小さいペイロードでは人員や軽車両の運搬がせいぜいだったが、技術の向上により艇体が大型化すると、重量のある主力戦車などの輸送も可能となり、揚陸作戦への本格的な投入が実現した。
米海軍や海上自衛隊では輸送艦や強襲揚陸艦に搭載し、上陸用舟艇として利用する。軍用ホバークラフトでは代表的なLCAC-1級エア・クッション型揚陸艇の場合、50トンを超える主力戦車を1両運搬するだけの能力を持つ。韓国海軍や中国人民解放軍海軍もそれぞれLCAC-1級に類似した揚陸艇を製造し、ドック型揚陸艦に搭載している。
アメリカ陸軍も、輸送任務用として独自にLACV-30を運用している。これは民間向けのホバークラフトを購入し、軍事用途に転換したものである。LCAC-1に比べて設備が簡略化されており、非武装であることからもっぱら後方での輸送・支援任務に用いられている。
ソ連海軍でも輸送用の大型ホバークラフトを開発・運用したが、西側諸国とはまた異なる発展を見せ、後のロシアや中国でも運用されている。大別して大型の揚陸艦に搭載される「舟艇型」と、独立・独航して揚陸輸送を行なう「高速揚陸艦型」の2種があり、後者の代表としてはアイスト型、ポモルニク型が存在する。いずれも登場当時は世界最大の軍用ホバークラフト（エア・クッション型揚陸艇）であり、多連装ロケット弾発射機など相当な武装も施されている。
一方、舟艇型としてはイワン・ロゴフ級揚陸艦に搭載可能なレベド（レベッド）型、ムレナ型が開発されたが、イワン・ロゴフ級の活動が低下するに従い陸上基地で運用されるようになり、発展は停滞している。なお、これらの中型ホバークラフトにも機関砲などの武装が施されている点も、西側とは異なる思想が窺われる。

### 救難・救命用

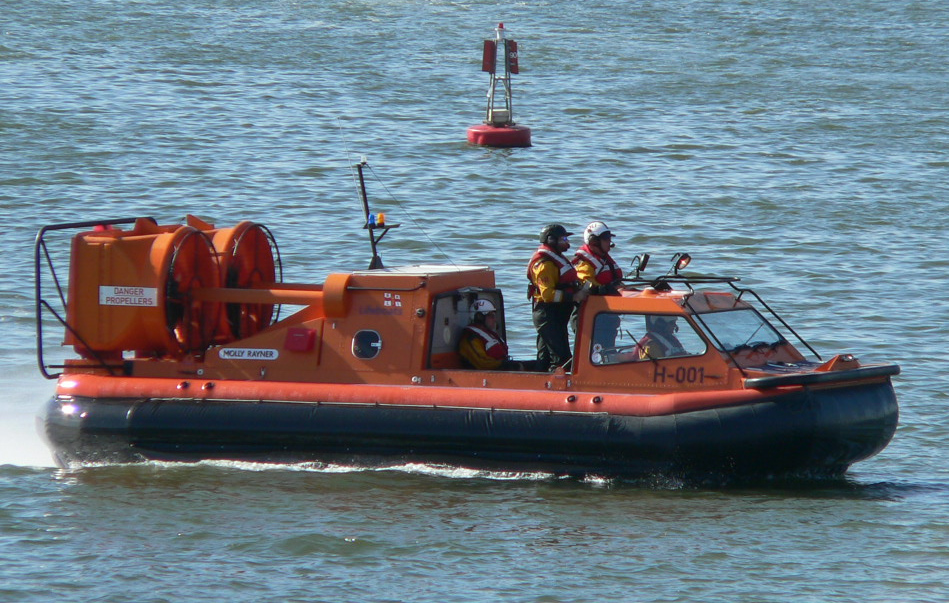
RNLI ホバークラフト・ライフボートが運用する救命艇・H001 Molly Rayner

ホバークラフトを救難・救命用として活用している例もある。グリフォン・ホバーワークは空港での飛行機事故に対応した救難ホバークラフトを提案しており、シンガポール・チャンギ国際空港やブラジル・リオデジャネイロ国際空港などでの導入実績がある。また、同社は遠隔地医療へのホバークラフトの応用も提案している。イギリスの海難救助団体RNLI（Royal National Lifeboat Institution）傘下のホバークラフト・ライフボートでも、グリフォン・ホバーワーク・470TDをベースとした救命艇数隻を運用している。日本においても、研究者の間で災害時の救難用としてホバークラフトの利用・導入の提案が成されているが、具体化はしていない。

### レジャー用

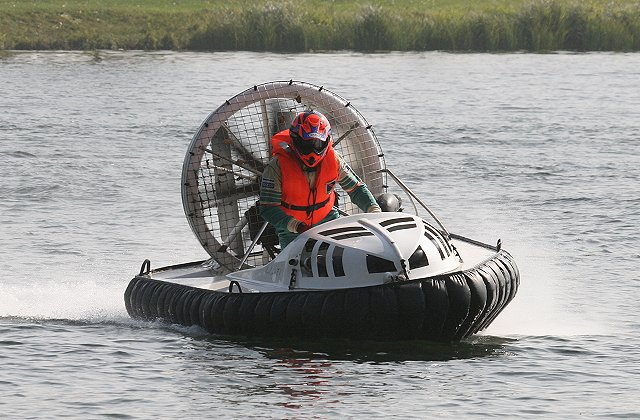
競技用の一人乗りホバークラフト

純粋なレジャー、レクリエーション用のホバークラフトも存在する。水上バイクなどと同様の1-3人乗り程度の小型艇で、日本ではオールジャパンホヴァークラフト社やAQM（アクアマリーン）社などが製造・販売を行っている。水上バイクと同じく高速でありながら、水陸両用性を併せ持っているため、愛好者も少なからず存在し、全国横断的な団体（全日本ホバークラフト協会）も組織されている。これも水上バイクと同様、サーフィンなどのイベントにレスキュー用として用意される例もある。

### その他の用途
カナダではホバークラフトが砕氷船に使われている。特別の砕氷設備は必要なく、氷上を走行するだけで自重により氷が割れる。
日本の天ヶ瀬ダムでは、湖面の哨戒用としてAQM（アクアマリーン）社製のホバークラフトを配備している。
また、水田を無人で動き回り、除草剤散布や空気噴射による雑草除去を行う農業用小型ホバークラフトが開発されている。
ワールドワイド・エアロス社 (en) が開発中のハイブリッド飛行船エアロスクラフトは機体下部にホバークラフト式の降着装置を備える予定であり、試作機のドラゴンドリームで地上滑走の試験に成功した。

## 歴史

### 発明・開発
1877年にイギリスの技術者ジョン・ソーニクロフトが地面効果で水の抵抗を軽減させることを考案し、模型での実験に成功した。
最初の完全に動作した艇は、オーストリアのダゴベルト・フォン・トーマミュールが設計し、オーストリア＝ハンガリー帝国海軍（KaiserlicheでありKönigliche Kriegsmarineでもある）によって建造された"Seearsenal"である。1915年に完成した。船体は航空機の翼形のような側面形で硬質の船底を持ち、船底下に送り込んだ圧力空気と船体上に生じる負圧によって船体を浮き上がらせ、抵抗を減じるという構想であった。魚雷艇としての使用を前提に設計され、全長13 m、全幅4 m、5人乗りで32ノットであった。初期の研究・開発はオーストリア＝ハンガリー帝国で進められたが、当時は軽量で十分な出力を有するエンジンを得ることができず、開発は中止された。
コンスタンチン・ツィオルコフスキー（Konstantin Tsiolkovsky）による論文"Air Resistance and the Express Train"（1927年）では、初めて科学的見地から地面効果と空気浮上の計算について執筆されていて、それをもとにソ連の技術者であるウラジミール・レフコフは、空気浮上艇の開発を始め、1930年代半ばには約20隻の空気浮上による実験的な攻撃・魚雷艇を建造した。最初の試作機であるL-1は単純な構造であり、双胴型で3機のエンジンを搭載していた。2基の空冷式M-11 航空機エンジンは水平に内蔵し、3基目は推進に用いた。実験では130 km/hを記録した。当時の水上を航行する船舶では最も速い部類に入った。

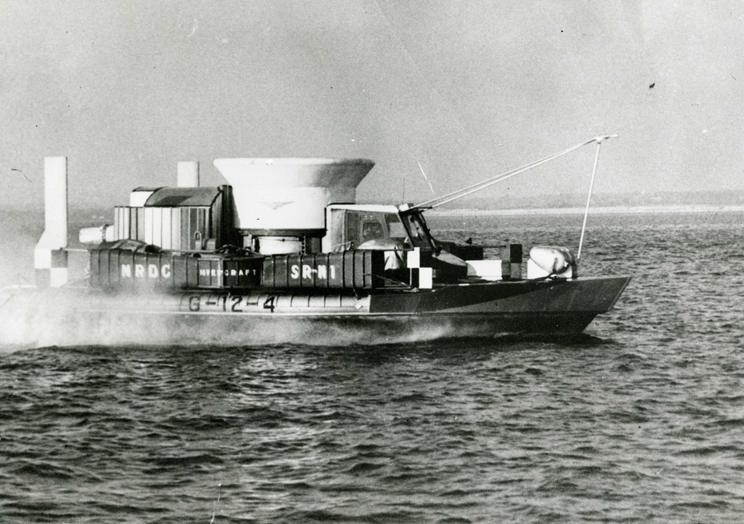
イギリス海軍による試験航行中のサンダース・ロー SR.N1。水上・陸上どちらでも移動能力があった。

現在の形となったホバークラフトを発明したのは、イギリスのクリストファー・コッカレルである。コッカレルは1952年にワイト島で1号艇を作り、1955年の試作品を民間の航空機製造会社や造船会社に持ち込んだが採用されなかった。そこで、イギリス軍の支援の下で秘密裏にサンダース・ロー SR.N1を開発した。1959年に試作機を公開し、ドーバー海峡を横断するデモンストレーションに成功した。その後、高い波や障害物を越えられるよう、ゴム製のエアスカートを発明した。

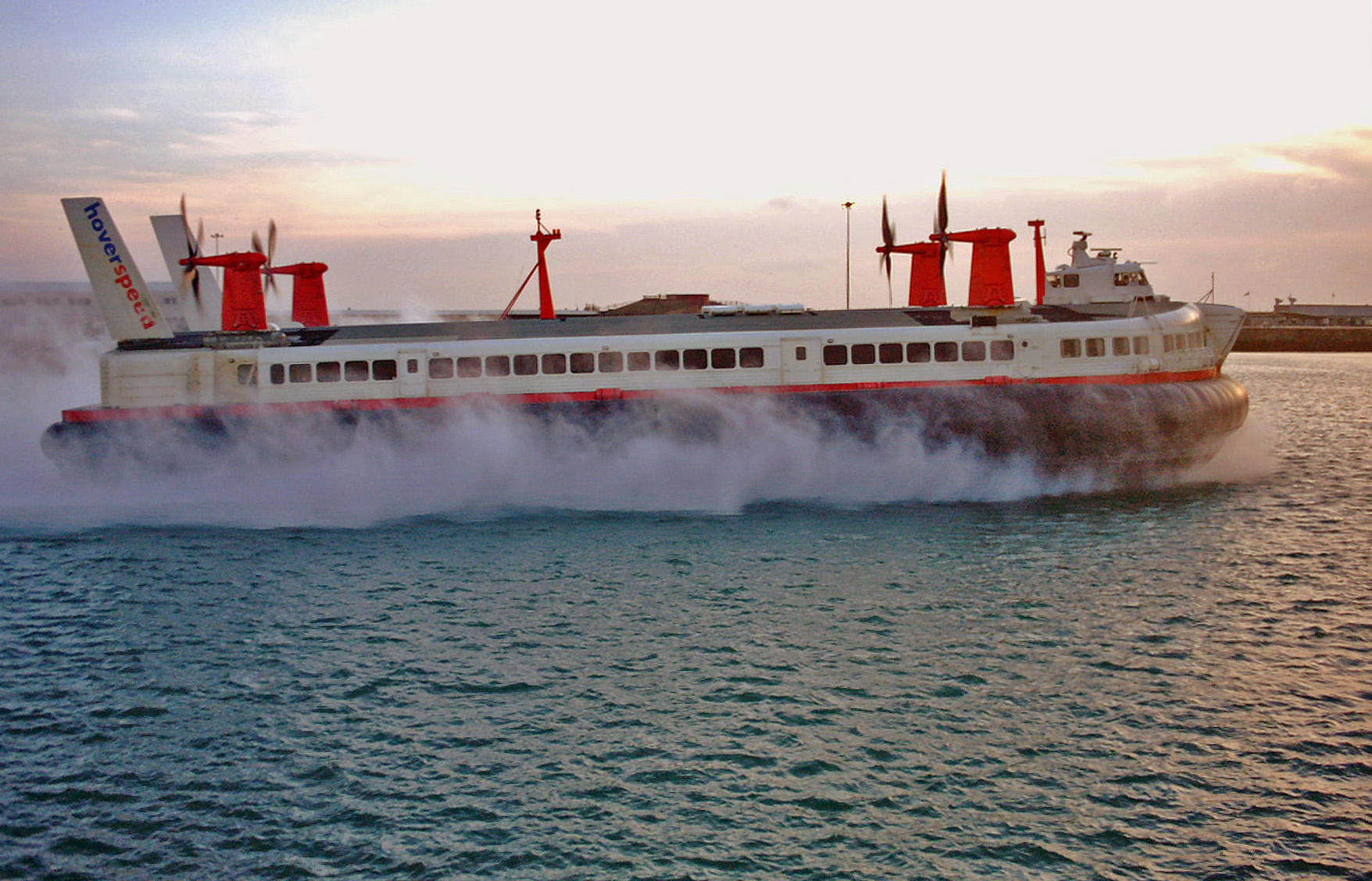
ブリティッシュ・ホバークラフト製SR-N4
ドーバー海峡で2000年11月撮影。全長に注目されたい。

### 世界各地での運航
実用化後は世界各地で旅客用に就航した。
発祥の地イギリスでは、以下の運航があった。
1966年にホーバーロイド(Hoverlloyd)社が、ブリティッシュホバークラフト（BHC）社建造の車載が可能な大型のSR.N4型艇を導入し、ドーバー海峡で就航した。
1968年8月1日には、イギリス国鉄（BR）もフランス国鉄（SNCF）の協力のもと、シースピード(Seaspeed)社を立ち上げ、SR.N4型艇により同じくドーバー海峡での運航を始めた。
同海峡では複数の航路が設定され、各地に専用発着場（Hoverport）が作られた。中には発着場のすぐ脇を通る列車から直接乗り換えられるように、専用駅が作られたケースもある。
1977年には、シースピード社がフランスのセダム社製のN500 ナビプレーンを就役させ、ドーバー〜カレー間の横断記録を22分15秒に短縮した。しかしエンジンと油圧系に問題を抱え、1985年7月に退役、同年10月に解体された。
1981年、経営効率化のためホーバーロイドとシースピードの両社は合併し、新たにホーバースピード(Hoverspeed)社が設立され、運航を引き継いだ。複数あった英仏連絡航路は、やがてドーバー（イギリス）・カレー (フランス)間に一本化された。
ユーロトンネル開通後も活躍を続けたが、船体の老朽化とウェーブ・ピアーサー型の高速船への置き換えに伴い、2000年10月を以てホーバークラフトの運航を終了した。
最後まで残った2隻のSR.N4型（プリンセス・アン号とプリンセス・マーガレット号）は、イギリスのホーバークラフト・ミュージアムで展示保存されていたが、引退から20年近く屋外に置かれていたため、経年劣化が目立ったマーガレット号が建造から50年になる2018年に解体撤去された。唯一残ったアン号はシースピード社時代の外装に復元され、週末限定で展示公開されている。

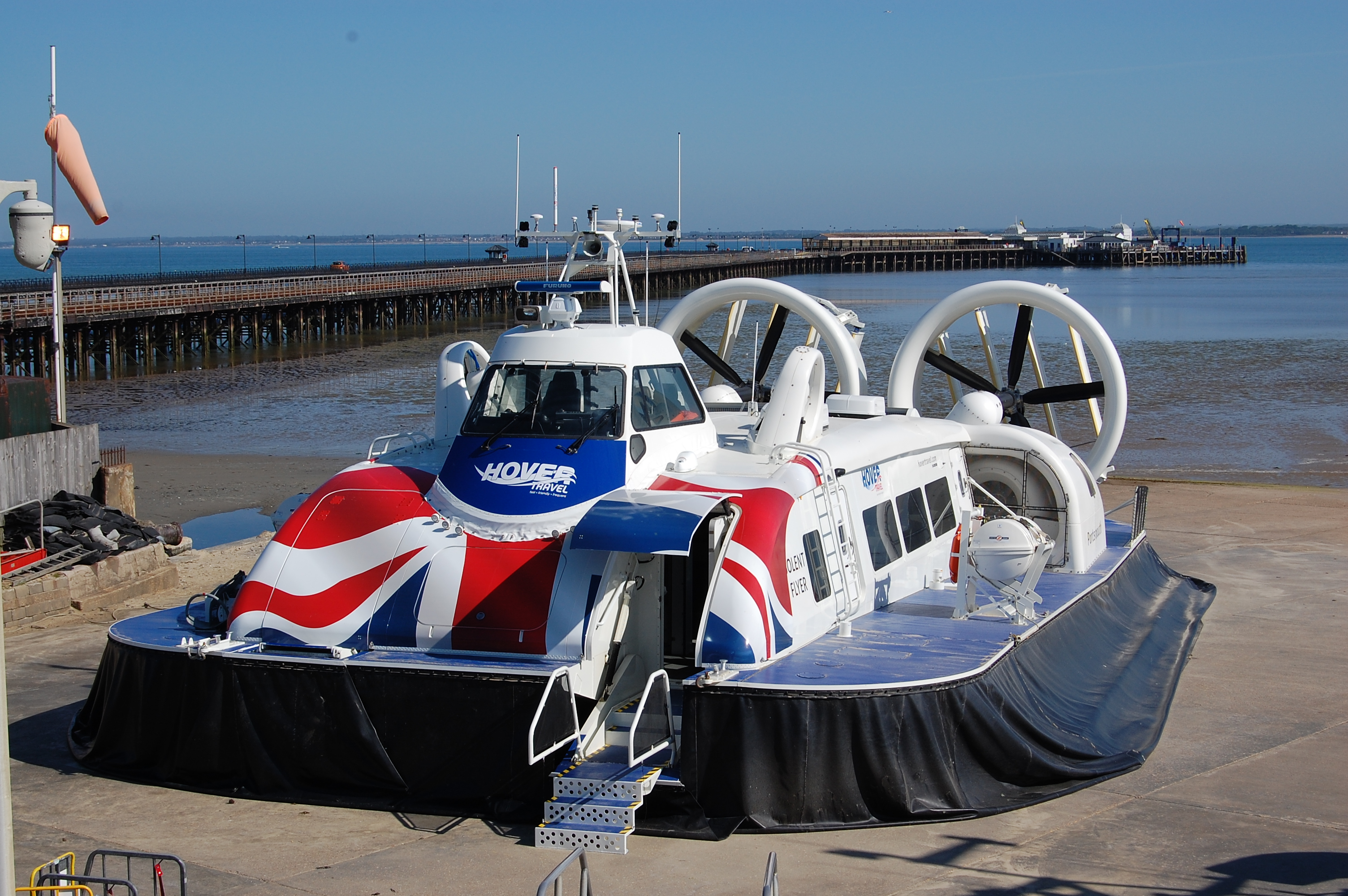
ワイト島航路に就航中の2隻の12000TD型艇のうち1隻、Solent Flyer号

一方、2024年現在でも旅客運航が続いており、ワイト島のライドとイギリス本島のポーツマスを結んでいるホーバートラベル社（Hovertravel）の航路は歴史が長い。開業当初はSR.N6型、次いでAPI-88型、そして現在ではグリフォン・ホバーワーク社建造のホーバークラフト12000TD型艇2隻が運用されている。
他国でも以下の運航があった。
北欧では1984年から、デンマークのコペンハーゲン国際空港と海を隔てた対岸スウェーデンのマルメとの間で、SASスカンジナビア航空のホーバークラフト（イギリスBHC社のAPI-88型艇）が所要35分で運航されていた。冬場の海面凍結にも対応出来ていたが、1994年にホーバーは引退し、カタマラン型高速船による季節運航に置き換えられ、さらに2000年にオーレスン橋と海底トンネルが完成し列車で空港へアクセス出来るようになったため、航路廃止となった。
中国ではかつて、黄河の観光遊覧用に用いられたが、到着時には船体が泥で覆われ、毎便の運航前に洗い流しが必要とされた。
香港では、イギリス統治下の1970年代に、香港油麻地フェリーがホーバーマリン社製の艇を大量購入し、中環（セントラル）から香港市街地内の美孚、尖沙咀東部（チムサーチョイ・イースト）、北角（ノースポイント）、太古城、柴湾、観塘や、ニュータウンの荃湾、青衣、屯門、黄金海岸、離島の長洲島、ランタオ島、坪洲島などへの航路を相次いで開設し、香港市民の日常的な交通手段として発達させた。しかし、地下鉄や新たな海底トンネルの開通によって乗客を奪われ、2000年までにこれらの航路は全て廃止された。また、香港からマカオや、中国本土の広州、蛇口（深圳）への航路でも運航されていた。「飛翔船」の名で呼ばれていた。

### 日本での運航
1960年代後半に、イギリス製のSR.N6やSR.N4を三菱重工業が仲立ちとなって日本国内に導入する計画があった。実際にはSR.N6が1隻のみ導入され、1967年から1年間、九州の天草航路で就航。これが国内初の旅客運航となった。1969年から同艇は伊勢湾航路へ移り、1971年に運航終了となった。
一方、三井造船は国産のホーバークラフトを多数建造した。1969年の初就航を皮切りに、伊勢湾、大阪湾、瀬戸内海、別府湾、鹿児島湾、八重山諸島、沖縄本島、日本海で旅客運航に用いられた。
巡航速度は約80 km/hで、昭和時代に建造されたMV-PP5にはヘリコプター用を改造した石川島播磨重工業製のIM100、MV-PP15にはライカミング社（アメリカ）製のTF25といった軽量で高出力のガスタービンエンジンが使用され、平成時代に建造されたMV-PP10型には経済性に優れるディーゼルエンジンが搭載された。
日本で唯一残っていた大分市内から大分空港へのアクセス航路が、利用者減少により2009年で運航休止となった。これにより国内でのホーバークラフトによる旅客航路はいったん消滅し、三井造船も40年に及んだ建造・メンテナンス事業から撤退した。2020年、大分県は大分空港の利用者増を背景にホーバークラフトの運航再開を発表。艇体は大分県が保有し、運航を大分第一ホーバードライブ株式会社が担う「上下分離方式」を採用した。2024年11月30日に別府湾周遊航路を先行開業。2025年7月26日、空港アクセス航路が再開し、営業運航が2009年の廃止から16年ぶりに復活した。グリフォン・ホバーワークの12000TD型が就航している。
日本国内でこれまでに導入された旅客用ホーバークラフトは以下の通りである。

#### SR.N6
三菱重工業がイギリスのBHC社から導入した艇で、日本初の旅客運航に用いられた。1967年1月に船体が到着し「ひかり」と名付けられ、3ヶ月の試験航海を経て、同年7月から九州商船の島原⇔百貫（熊本）⇔本渡で運航が開始された。翌1968年に運航休止後、1969年から伊勢湾航路の志摩勝浦観光船へ移り、蒲郡・西浦・鳥羽の間と鳥羽・二見浦遊覧で就航し、1971年の運航終了に伴い引退した。

#### MV-PP5

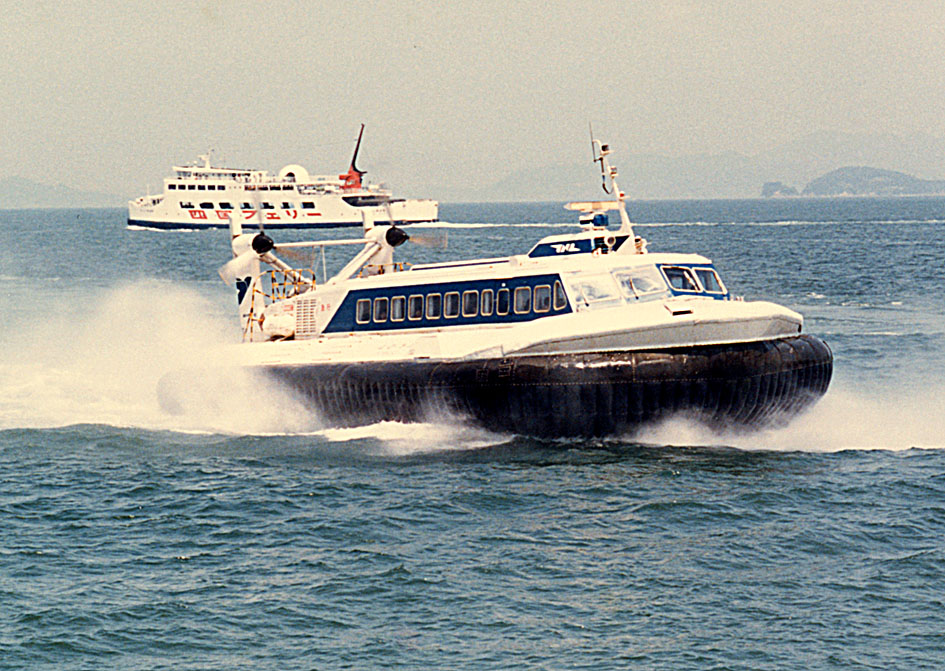
国鉄「とびうお」
宇高航路にて 1986年（昭和61年）撮影

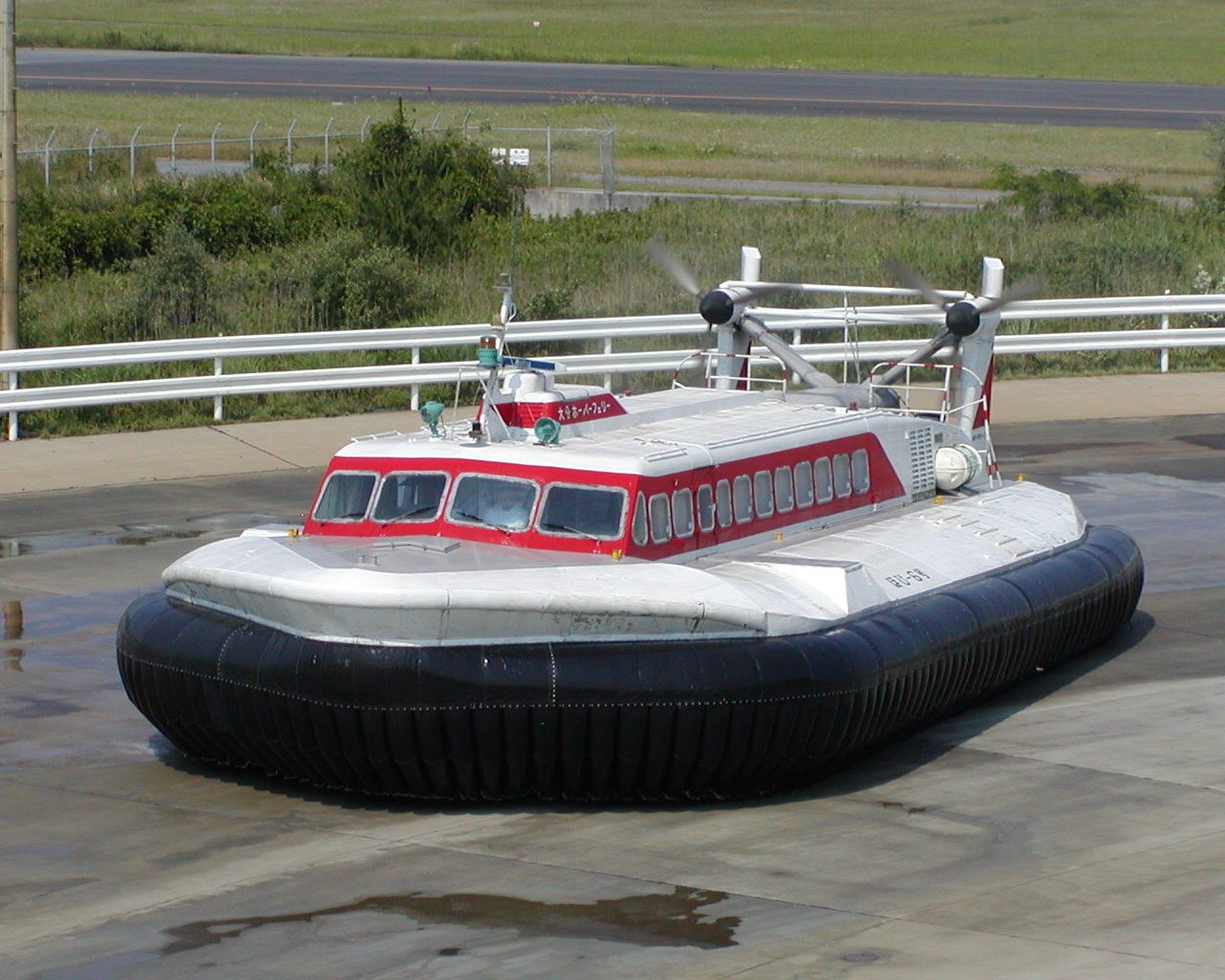
大分ホーバーフェリー「ほびー6号」
大分空港航走路にて 2002年（平成14年）6月

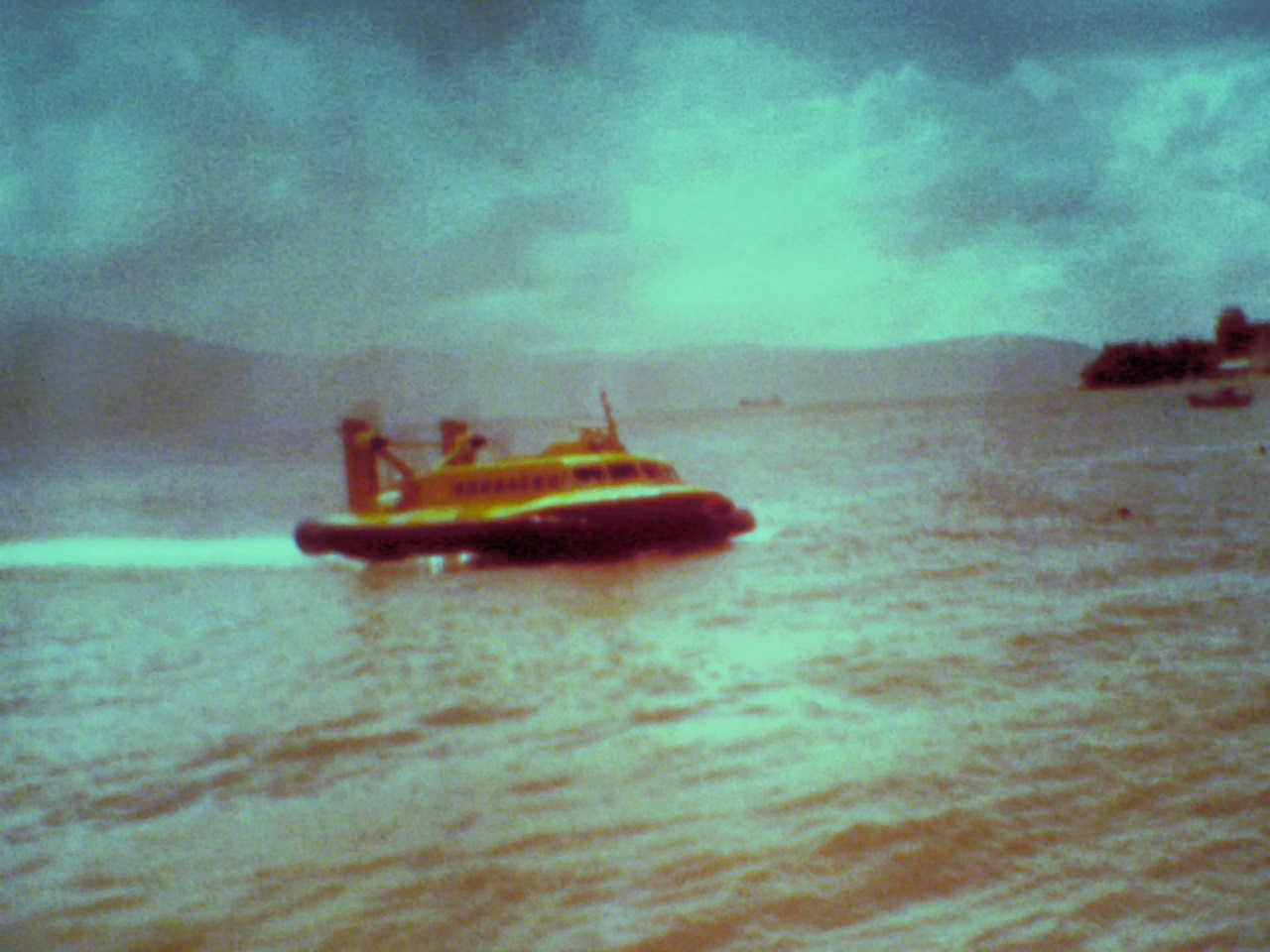
空港ホーバークラフトの「エンゼル3号」
1976年8月 指宿港にて

三井造船が建造した国産艇であり、国内の旅客用ホーバークラフトでは最も普及した。1970年代にその姿が科学雑誌や教育番組で紹介され始め、トミカ（ミニカー）として縮尺1/210で製品化されたこともあり、当時日本でホーバークラフトと言えばMV-PP5の姿を想像する人が多かった。最長で30年近く就役した艇もあった。三井造船千葉事業所にて建造。建造時は旅客定員が52名だったが、後に船体を延長改造し75名になった艇もある。延長型はMV-PP5 mk2と呼ばれた。ガスタービンエンジン1基を用いて浮上と推進を行っていた。一部は韓国へ輸出された。
かつては次の各地でMV-PP5による旅客運航があった。
- 1969年から1979年まで名鉄海上観光船が、蒲郡・西浦温泉・伊良湖・鳥羽間で運航。蒲郡駅から路線バスに乗って竹島地区にあるバス停「ホーバークラフト前」で降り、そこから乗船していた。出航してまず西浦温泉に着き、次いで伊良湖を経由して伊勢湾を渡り、鳥羽の旧港湾センターの前にあった専用乗り場へ到着した。前述の志摩勝浦観光船の便と乗り場を共用し、交互にダイヤが組まれていた。蒲郡と鳥羽では陸上発着し、西浦と伊良湖は接岸での乗下船だった。
- 1974年から1976年まで日本ホーバーラインが、大阪・徳島間を所要85分で運航した。所要時間が長いため船内にはトイレが設置されていた。大阪は南港に発着し接岸での乗下船で、徳島は沖洲にスリップウェイのある専用乗り場を設けて陸上発着していた。そこに格納庫もあった。
- 1972年から1988年まで国鉄 - JR四国が、宇野 - 高松間の瀬戸内海で運航した。当時、同じ区間で運航していた宇高連絡船が所要1時間かかっていたところを僅か23分で結び、「海の新幹線」のキャッチフレーズで本州・四国間の最速航路となった。両駅とも当時は海に面していて、宇野では駅ホームの海側先端にホーバー乗り場があり、高松では駅舎すぐ脇の海際が乗り場だったので、列車からの乗り換えに便利だった。乗下船には専用の浮桟橋を使っていた。四国へ出張するビジネス客にも人気があり、15年以上にわたって活躍してきたが、瀬戸大橋の完成に伴い、JRの快速電車マリンライナーで海を渡れるようになったため、橋の開通前日を以て廃止された。
- 1971年から大分ホーバーフェリーが、大分市・大分空港間で運航していた。1995年までは別府・大分間の便もあった。大分と空港では陸上発着。別府では浮桟橋での乗下船だった。末期の頃は日本唯一のホーバー航路としてMV-PP5の最後の活躍の場だったが、新型のMV-PP10へ置き換えが進み、2003年9月に最後の1隻が引退し姿を消した。運航当時は映画やテレビにも登場し『男はつらいよ』の2作品（「私の寅さん」「花も嵐も寅次郎」）と、刑事ドラマ『西部警察』、他にも別府温泉を舞台にしたサスペンスドラマで何度か姿を見ることができた。
- 1972年から1977年まで空港ホーバークラフトが、加治木・鹿児島・桜島・指宿間で運航した。空港が内陸にあるため、加治木へはバスや車で移動が必要であった。ここでは運航をフライトと称した。船体色は黄色一色。加治木では陸上発着。鹿児島や桜島では接岸で乗下船。指宿では潮の干満に応じて桟橋に発着したり砂浜に上陸したりしていた。
- 1972年から1982年まで八重山観光フェリーが、石垣島・竹富島（東港）・小浜島・黒島・西表島（大原）の間で運航した。沖縄返還に伴う離島振興策のため、政府がMV-PP5を1隻購入し、竹富町が所有した[17]。石垣港では階段状の岸壁に横づけされ、急傾斜のタラップで乗り降りしていた。他の島では就航当初は簡素なベンチとタラップだけが置かれた砂浜に直接上陸したが、上陸時に砂煙を巻き上げるため、各島とも後に舗装されたスリップウェイへと改造された。ホーバーは水深の浅い石西礁湖での航行に適していたが、騒音や潮の吹き上げによる環境被害や高料金といった問題があり、1981年に竹富島南側の水路を浚渫した竹富南航路の供用が開始されると、翌年で運航を終了。ウォータージェット船に役目を譲った[18]。

建造されたMV-PP5型艇は以下19隻。
1. はくちょう（三井造船所有艇。国鉄宇高航路の予備艇。引退後は岡山県の玉野海洋博物館で屋外展示。老朽化のため1989年に解体）
2. はくちょう2号（三井造船所有艇。名鉄海上観光船にリース。）
3. はくちょう3号（三井造所有艇→のちに大分ホーバーフェリーが購入。途中からmk2へ改造、1995年に解体）
4. ほびー1号（大分ホーバーフェリー。途中からmk2へ改造、1991年に解体）
5. ほびー2号（大分ホーバーフェリー。衝突・転覆事故により1976年に解体）
6. ほびー3号（大分ホーバーフェリー。途中からmk2へ改造、1990年に解体）
7. かもめ（三井造船所有艇。国鉄にリース。宇高航路の初代ホーバー。後に2代目の「とびうお」が就航し予備艇。1991年に解体）
8. こうりゅう<蛟龍>（竹富町所有。八重山観光フェリーが運航。引退後は西表島大原の竹富町離島振興総合センターで屋外展示。のちに台風被害で大破し解体。プロペラのみ同センターで展示保存）
9. エンゼル1号（空港ホーバークラフト）
10. エンゼル2号（空港ホーバークラフト→大分ホーバーフェリー）
11. 赤とんぼ51→ほびー6号（日本ホーバーライン→大分ホーバーフェリー。途中からmk2へ改造。最後まで残ったMV-PP5で、1974年から2003年までの29年にわたって国内史上最も長く存在したホーバークラフトだった。2003年に解体）
12. 赤とんぼ52→ほびー7号（日本ホーバーライン→大分ホーバーフェリー。大分で一旦船籍登録されたが、他艇への部品取りに転用）
13. エンゼル3号（空港ホーバークラフト→三井造船所有艇に戻り、名鉄海上観光船へリース）
14. エンゼル5号（空港ホーバークラフト→大分ホーバーフェリー。途中からmk2へ改造、2002年に解体）
15. Hanchang No.1（「ハンチャン1号」韓国で就航。38名乗り）
16. Hanchang No.2（「ハンチャン2号」韓国で就航。38名乗り）
17. Hanchang No.3（「ハンチャン3号」韓国で就航。39名乗り）
18. とびうお（建造時からmk2。国鉄が購入し「かもめ」に代わって宇高航路で就航。JR四国に引き継がれ、廃止後は建造元の三井造船が買い戻す。1991年に解体）
19. Hanchang No.4（「ハンチャン4号」韓国で就航。39名乗り）

すでに全艇とも引退して解体されており、現存しない。

#### MV-PP15
MV-PP5の約3倍の人数が乗船出来る大型のホーバークラフトで、1970年代に以下の4隻が建造された。旅客定員155名で、ガスタービンエンジン2基を搭載した。操縦席が2階にあり、客室にはトイレもあった。
1. しぐなす（三井造船所有艇）
2. しぐなす1号（三井造船所有艇　琉球海運にリース　のちに日本海観光フェリーにリース）
3. しぐなす2号（三井造船所有艇　琉球海運にリース   のちに日本海観光フェリーにリース）
4. しぐなす3号（三井造船所有艇　琉球海運にリース）

1975年の沖縄国際海洋博覧会開催期間に、海洋博会場エキスポ港と那覇新港の間を1日15往復、所要40分で来場客をスピード輸送し有名になった。琉球海運が運航した。
また1978年と1979年に、日本海観光フェリーが4月 - 10月の季節運航で能登半島と佐渡の間を2時間40分 - 2時間45分で結んでいた。4月 - 8月は2往復で七尾 - 和倉 - 小木が1往復、七尾 - 珠洲飯田 - 小木が1往復設定されていた。9月 - 10月は1日1往復で七尾 - 和倉 - 珠洲飯田 - 小木を結んだ。しかし荒波による欠航も目立ち、1980年2月に運航休止、1981年3月に廃止された。
就航は実現しなかったが、東海汽船の航路での試験航行で1978年10月にしぐなす2号が三井造船本社に近い東京港の竹芝桟橋へ現れ、三宅島では大久保浜に上陸した。
1980年代に入って全艇が役目を終えて解体され、現存しない。

#### MV-PP10
MV-PP5の老朽化に伴って使用艇の更新が必要となり、また、就航地が空港連絡航路で航空機の大型化に対応するため、MV-PP5の約2倍の人数が乗れる新型艇が建造された。船体デザインやエンジン機構も一新された。1990年代 - 2000年代に以下の4隻が三井造船の玉野事業所で建造され、大分ホーバーフェリーが大分・大分空港間で運航していた。旅客定員は補助席を含めて100-105名、補助席を含まない場合は80名程度であった。浮上用2基と推進用2基、計4基のディーゼルエンジンを搭載した。
※は就航当初の船名で2002年に改称された。
1. ドリームアクアマリン　※ドリーム1号　（大分ホーバーフェリー）1990年就航
2. ドリームエメラルド　　※ドリーム2号　（大分ホーバーフェリー）1991年就航
3. ドリームルビー　　　　※ドリーム3号　（大分ホーバーフェリー）1995年就航
4. ドリームサファイア　　　　　　　　  　（大分ホーバーフェリー）2002年就航

2009年の大分ホーバーフェリー運航休止後、翌2010年に4隻とも海外売却されたが、2012年11月、このうちアクアマリン・エメラルド・ルビーの3隻が、中国船籍の貨物船により再度日本に運び込まれ、熊本県の八代新港の一角に留め置かれた。その後再利用されることなく、2015年4月に3隻とも解体された。

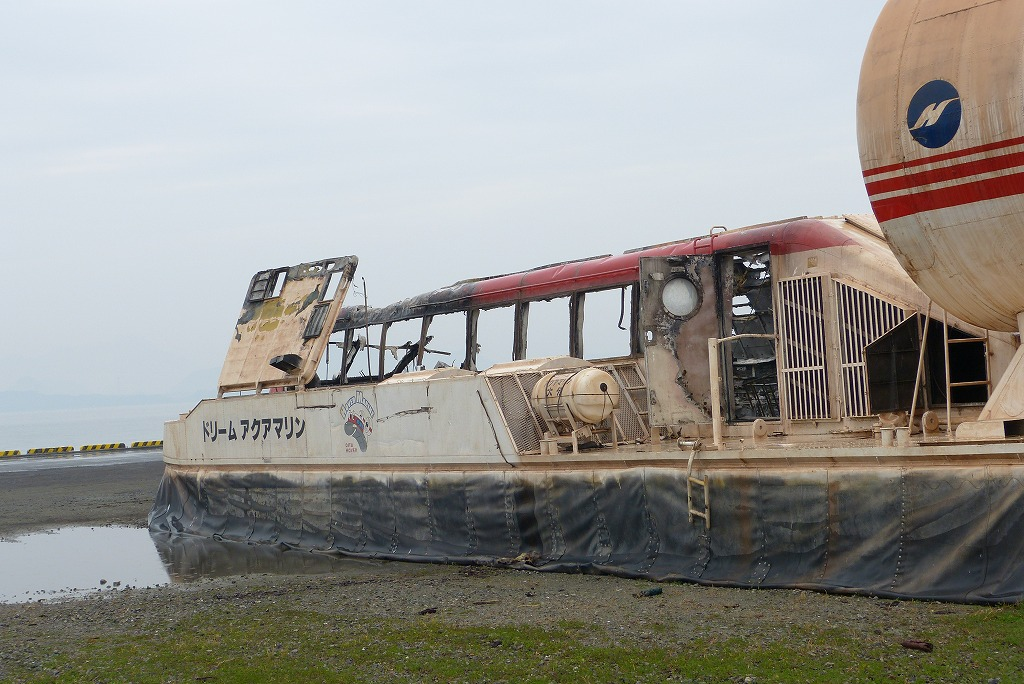
焼損したドリームアクアマリン（2013年1月13日撮影）
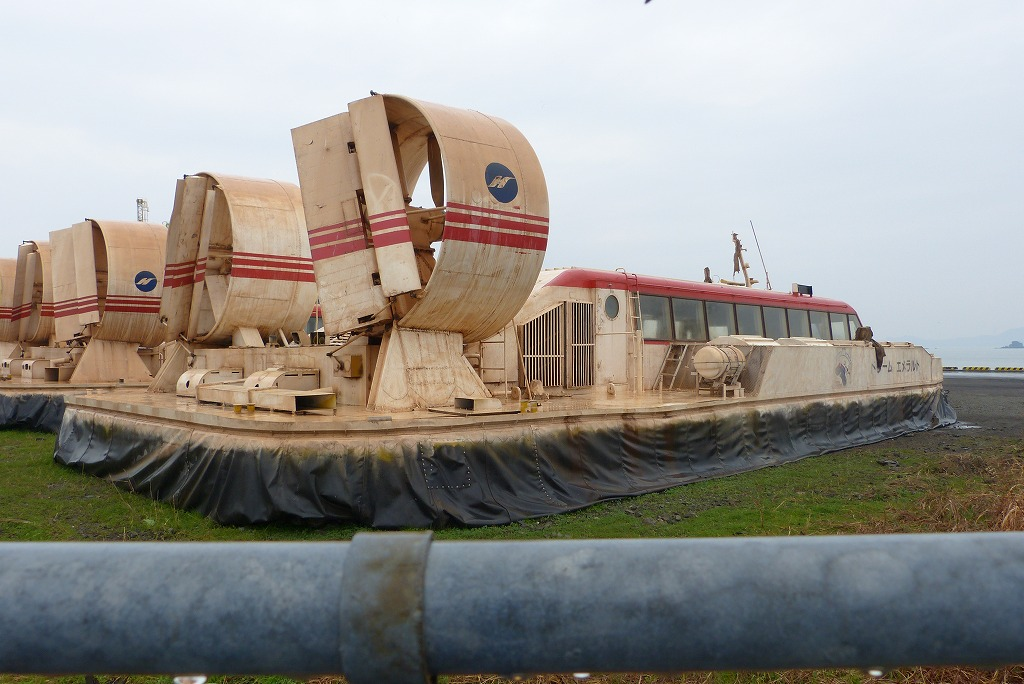
八代港に戻ってきたドリームエメラルド（2013年1月13日撮影）
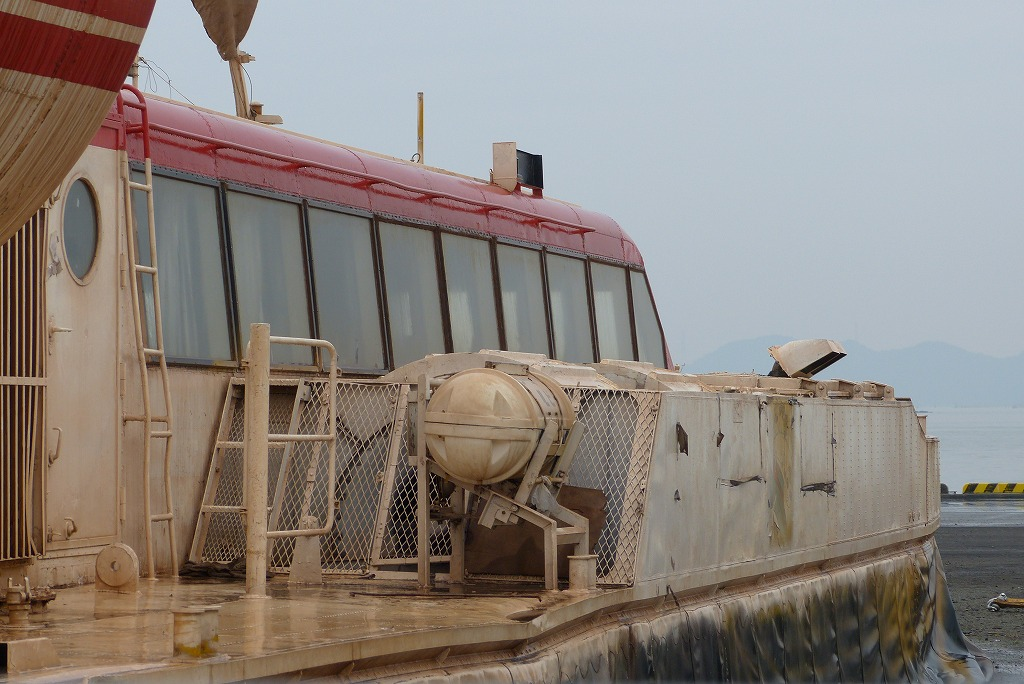
八代港に戻ってきたドリームルビー（2013年1月13日撮影）

#### 12000TD
大分空港航路用として大分県がイギリスのホバークラフトメーカーであるグリフォン・ホバーワークに3隻発注したホーバークラフト。定員は80名。ディーゼルエンジン2基により浮上・推進を行う。
イギリスのワイト島航路に就航している同型艇(標準型)からは大幅な設計変更が加えられており、胴体が約2メートル延長されているなど外観から分かる差異も多い。そのため、イギリスの一部マスメディアでは"Mark II"と呼称する例もみられる。客室内についても、座席が標準型と異なるものが採用されている。
運航会社となる大分第一ホーバードライブにより、2025年に大分 - 大分空港間の空港アクセスとして就航が予定されており、先行して2024年11月30日から週末運航の別府湾周遊便として就航した。上下分離方式による運航となるため、艇体は大分県が保有する。2022年から2023年にかけて建造された3隻の船名は、地元大分の歴史的偉人にちなんで「Baien」「Banri」「Tanso」と名付けられた。由来となった三浦梅園（国東市）、帆足万里（日出町）、広瀬淡窓（日田市）の3名は「豊後の三賢」と呼ばれ、江戸時代に、西洋の天文学や医学、儒学など広く学問の研究や普及に取組んだ教育者たちである。
1. Baien （1隻目 - 三浦梅園に由来）
2. Banri （2隻目 - 帆足万里に由来）
3. Tanso （3隻目 - 広瀬淡窓に由来）